# Giancarlo Bacci
Giancarlo Bacci (Florencia, 17 de junio de 1931 - Bolonia, 27 de mayo de 2014) fue un futbolista italiano que jugaba en la demarcación de delantero.

## Biografía
En 1947 debutó como futbolista con el FC Esperia Viareggio cuando contaba con 16 años de edad. Una temporada después, tras descender con el equipo desde la Serie B a la Serie C, dejó el equipo para fichar por el AS Lucchese Libertas 1905. En 1949 fue traspasado a la AS Roma. En la temporada 1950/1951, tras quedar en la posición 19 en la Serie A y descender a la Serie B. Después de jugar una temporada en el Udinese Calcio, fichó por el Bologna FC 1909, con quien quedó en quinta posición en la Serie A. En 1953 el ACF Fiorentina se hizo con sus servicios, quedando en tercer lugar en la máxima competición de Italia, su mejor posición hasta el momento. Luego pasó cuatro años en el Torino FC, pero tras los malos resultados abandonó el equipo para fichar por el AC Milan. En la temporada 1958/1959 quedó campeón de la Serie A, y un año después llegó a los octavos de final de la Copa de Campeones de Europa de 1960. Finalmente, tras un breve paso por el Calcio Padova, fue traspasado al Nuova Cosenza Calcio, último equipo en el que jugó, descendiendo a la Serie B en su última temporada tras quedar en la posición decimosexta.

### Fallecimiento
Falleció el 27 de mayo de 2014 en Bolonia a los 82 años de edad.

## Clubes
| Club                      | País   | Año         | Partidos | Goles |
| ------------------------- | ------ | ----------- | -------- | ----- |
| FC Esperia Viareggio      | Italia | 1947 - 1948 | 25       | 10    |
| AS Lucchese Libertas 1905 | Italia | 1948 - 1949 | 20       | 6     |
| AS Roma                   | Italia | 1949 - 1951 | 42       | 11    |
| Udinese Calcio            | Italia | 1951 - 1952 | 30       | 8     |
| Bologna FC 1909           | Italia | 1952 - 1953 | 31       | 18    |
| ACF Fiorentina            | Italia | 1953 - 1954 | 28       | 13    |
| Torino FC                 | Italia | 1954 - 1958 | 69       | 27    |
| AC Milan                  | Italia | 1958 - 1960 | 15       | 5     |
| Calcio Padova             | Italia | 1960 - 1962 | 20       | 5     |
| Nuova Cosenza Calcio      | Italia | 1962 - 1963 | 15       | 4     |

## Palmarés

### Campeonatos nacionales
| Título  | Club     | País   | Año  |
| ------- | -------- | ------ | ---- |
| Serie A | AC Milan | Italia | 1959 |